# 赫斯珀洛斯冰原島峰
71°31′S 69°21′W / 71.517°S 69.350°W
赫斯珀洛斯冰原島峰（英語：Hesperus Nunatak）是南極洲的冰原島峰，位於亞歷山大一世島東南部，處於泰坦尼亞峰西南面4公里和金星冰川以西33公里，現時由南極條約體系管理。